# Тетерин, Павел Леонидович
Павел Леонидович Тетерин (род. 8 ноября 1980 года) — российский игрок в хоккей с мячом, полузащитник.

## Карьера
Заниматься хоккеем с мячом начал в 1987 году в Ленинске-Кузнецком в одной из детских команд города. Первый тренер — Л. П. Тетерин. С 1990 года — в школе «Шахтёра».
Игровую карьеру начал в сезоне 1995/96 в составе «Шахтёра», представляющего высшую лигу чемпионата России, проведя за команду три сезона, второй сезон — в первой лиге.
С 1998 по 2000 год выступал за фарм-клуб «Кузбасса», принимающего участие в турнире команд первой лиги.
С сезона 1999/2000 выступает за «Кузбасс», проведя за команду девять сезонов игровой карьеры.
В первой половине сезона 2008/09 был игроком новосибирского «Сибсельмаша», с которым в декабре 2008 года принял участие в Международном турнире на призы Правительства России, прошедшем в Новосибирске.
В январе 2009 года вернулся в «Кузбасс».
С 2012 по 2014 год вновь был игроком «Сибсельмаша».
В сезоне 2014/15 выступает за «Уральский трубник», в котором завершает игровую карьеру.
В чемпионатах России провёл 451 игру, забил 82 мяча и сделал 271 результативную передачу. В Кубке России провёл 155 игр, забил 44 мяча и сделал 135 результативных передач.

## Достижения
«Кузбасс»
 Серебряный призёр чемпионата России (4): 2004, 2005, 2006, 2009 

 Бронзовый призёр чемпионата России (6): 2001, 2002, 2003, 2007, 2008, 2010 

 Обладатель Кубка России (3): 2001, 2003, 2007 

 Финалист Кубка России: 2005 (весна) 

 Бронзовый призёр Кубка России: 2004 

 Серебряный призёр чемпионата России по мини-хоккею: 2000
«Сибсельмаш»
 Финалист Кубка России: 2013 

 Бронзовый призёр Международного турнира на призы Правительства России: 2008 

Личные
- Символическая сборная Кубка мира: 2005

## Статистика выступлений

### Клубная
| Сезон     | Клуб                             | Чемпионат | Чемпионат | Чемпионат | Чемпионат | Чемпионат | Кубок | Кубок | Кубок | Кубок | Кубок |
| Сезон     | Клуб                             | И         | М         | П         | О         | Ш         | И     | М     | П     | О     | Ш     |
| --------- | -------------------------------- | --------- | --------- | --------- | --------- | --------- | ----- | ----- | ----- | ----- | ----- |
| 1995/1996 | Шахтёр (Ленинск-Кузнецкий)       | 7         | 0         |           | 0         | 20        |       |       |       |       |       |
| 1997/1998 | Шахтёр (Ленинск-Кузнецкий)       | 8         | 0         |           | 0         | 0         |       |       |       |       |       |
| 1999/2000 | Кузбасс (Кемерово)               | 3         | 0         | 0         | 0         | 0         | 2     | 0     | 0     | 0     | 0     |
| 2000/2001 | Кузбасс (Кемерово)               | 24        | 2         | 6         | 8         | 0         | 11    | 2     | 4     | 6     | 0     |
| 2001/2002 | Кузбасс (Кемерово)               | 28        | 2         | 3         | 5         | 0         | 14    | 6     | 3     | 9     | ?     |
| 2002/2003 | Кузбасс (Кемерово)               | 27        | 4         | 2         | 6         | 0         | 14    | 0     | 5     | 5     | 10    |
| 2003/2004 | Кузбасс (Кемерово)               | 26        | 4         | 3         | 7         | 5         | 12    | 3     | 10    | 13    | ?     |
| 2004/2005 | Кузбасс (Кемерово)               | 28        | 8         | 6         | 14        | 10        | 11    | 5     | 4     | 9     | 10    |
| 2005/2006 | Кузбасс (Кемерово)               | 27(1)     | 7(1)      | 27(1)     | 34(2)     | 40(0)     | 9     | 6     | 9     | 15    | 0     |
| 2006/2007 | Кузбасс (Кемерово)               | 31(1)     | 5(0)      | 29(1)     | 34(1)     | 20(10)    | 15    | 4     | 20    | 24    | 10    |
| 2007/2008 | Кузбасс (Кемерово)               | 30(1)     | 5(0)      | 28(0)     | 33(0)     | 15(0)     | 16    | 7     | 31    | 38    | 0     |
| 2008/2009 | Сибсельмаш (Новосибирск)         | 10        | 3         | 7         | 10        | 0         | 9     | 2     | 9     | 11    | 0     |
|           | Кузбасс (Кемерово)               | 16        | 6         | 22        | 28        | 0         |       |       |       |       |       |
| 2009/2010 | Кузбасс (Кемерово)               | 36        | 9         | 42        | 51        | 65        | 8     | 4     | 11    | 15    | 0     |
| 2010/2011 | Кузбасс (Кемерово)               | 35        | 7         | 26        | 33        | 30        | 8     | 2     | 7     | 9     | 5     |
| 2011/2012 | Кузбасс (Кемерово)               | 30        | 5         | 35        | 40        | 50        | 6     | 1     | 10    | 11    | 20    |
| 2012/2013 | Сибсельмаш (Новосибирск)         | 29        | 9         | 14        | 23        | 10        | 6     | 1     | 3     | 4     | 0     |
| 2013/2014 | Сибсельмаш (Новосибирск)         | 28        | 5         | 12        | 17        | 20        | 14    | 1     | 9     | 10    | 0     |
| 2014/2015 | Уральский трубник (Первоуральск) | 28        | 1         | 9         | 10        | 10        |       |       |       |       |       |
| Всего     | 18 сезонов                       | 451(3)    | 82(1)     | 271(2)    | 353(3)    | 295(10)   | 155   | 44    | 135   | 179   | 60    |

Примечание: Статистика голевых передач ведется с сезона 1999/2000
В чемпионатах России забивал мячи в ворота 21 команды
```
1.Родина              = 8 мячей  8-13.Волга         = 4
2-3.Уральский трубник = 7        8-13.Динамо М      = 4
2-3.Зоркий            = 7(1)    14-15.Лесохимик     = 3
4.Байкал-Энергия      = 6       14-15.СКА-Нефтяник  = 3
5-7.Саяны             = 5       16-18.Маяк          = 2
5-7.Старт             = 5       16-18.Енисей        = 2
5-7.Ак Барс-Динамо    = 5       16-18.Водник        = 2
8-13.СКА-Свердловск   = 4       19-21.Металлург Бр. = 1
8-13.Строитель С.     = 4       19-21.Мурман        = 1
8-13.СКА-Забайкалец   = 4       19-21.Кузбасс       = 1
8-13.Сибсельмаш       = 4
```

В чемпионатах России количество мячей в играх
по 1 мячу забивал  в 72 играх 

по 2 мяча забивал  в  5 играх 

Свои 82 мяча забросил в 77 играх, в 374 играх мячей не забивал. 

В международных турнирах
| Турнир | Сезонов | Игры | Мячи |
| ------ | ------- | ---- | ---- |
| КМ     | 8       | 25   | 6    |
| КЧ     | 2       | 7    | 1    |

Статистика выступлений во втором по значимости отечественном дивизионе (первая лига/Высшая лига)
| Сезон     | Клуб                       | И  | М  | П | О  | Ш  |
| --------- | -------------------------- | -- | -- | - | -- | -- |
| 1996/1997 | Шахтёр (Ленинск-Кузнецкий) | 23 | 2  |   | 2  | 0  |
| 1998/1999 | Кузбасс-2 (Кемерово)       | 23 | 7  |   | 7  | 5  |
| 1999/2000 | Шахтёр (Ленинск-Кузнецкий) | 6  | 1  | 1 | 2  | 15 |
|           | Кузбасс-2 (Кемерово)       | 13 | 7  | 5 | 12 | 10 |
| 2001/2002 | Кедровка (Кемерово)        | 3  | 2  | 2 | 4  | 15 |
| 2003/2004 | Топкинец (Топки)           | 2  | 0  | 1 | 1  | 0  |
| Всего     | 5 чемпионатов              | 70 | 13 | 9 | 22 | 45 |

### Комментарии
1. ↑  Количество игр и голов за клуб(ы) в высшем дивизионе чемпионатов России
2. ↑  Результативные передачи
3. ↑  В скобках указаны очки, набранные в аннулированном матче с красногорским «Зорким». Во втором полуфинальном матче чемпионата страны 11 марта в Кемерово гости покинули поле примерно за 20 минут до финального свистка из-за «неадекватного» судейства. В этот момент счёт на табло был 7:1 в пользу «Кузбасса» (первую встречу выиграл «Зоркий» — 4:1). Главный тренер «Кузбасса» Сергей Мяус заявил, что, по его мнению, у соперников просто сдали нервы. Команде «Зоркий» засчитано техническое поражение (5:0). По сумме двух полуфинальных игр победа присуждена команде «Кузбасс»
4. ↑  В скобках указаны очки, набранные в аннулированном матче с иркутской «Байкал-Энергией». 16 декабря в Кемерово, незадолго до финального свистка, игроки гостей, недовольные несправедливым, по их мнению, судейством, самовольно всей командой удалились на скамейку штрафников
5. ↑  В скобках указаны очки, набранные в аннулированном матче с читинским «СКА-Забайкальцем», который снялся с чемпионата страны в связи с отсутствием финансирования